# リンゴの木の下の聖母子
『リンゴの木の下の聖母子』（リンゴのきのしたのせいぼし、露: Мадонна с Младенцем под яблоней、英: Madonna and Child under the Apple Tree）は、ドイツ・ルネサンス期の画家ルーカス・クラナッハ (父) が1530年ごろ制作した絵画である。板上に油彩で描かれたが、1868年にキャンバスに移し替えられた。主題は、クラナッハの画業のうちで中心的な位置を占める聖母マリアである。作品は、サンクトペテルブルクのエルミタージュ美術館に所蔵されている。

## 作品
クラナッハの聖母像はしばしば自然風景の中に置かれているが、本作はその優れた例示となる作品である。聖母マリアが画面のほぼ全体を占めている。彼女の金髪の巻き毛が背と両肩に流れ落ち、外套のように彼女と幼子イエス・キリストを包んでいる。顎へと細くなった聖母の顔の形、細い目、秀でた額のすべてが、当時クラナッハの在住していたヴィッテンベルクで流行していた女性の理想美を表す。聖母は両手でイエスを優しく、同時にしっかりと抱きかかえている。
彼女の左肩上の遠方には、河と岩山とその上に建つ城のある風景が見える。画家は、この作品で複数の面を統一するために色彩を利用している。そのために、聖母の右肘の脇にヒノキ科常緑針葉樹セイヨウネズの茂みを描きこんだ。
聖母の頭上にあるリンゴは画面にリズミカルなアクセントを生み出しているが、いうまでもなうイエスの左手の中にあるリンゴとともに「原罪」を象徴する。一方、聖母は、最初の女性にして人間の母であるイブの罪を贖う「第2のイブ」を意味する。そして、イエスが右手に持つパンは、彼による贖罪と聖体を象徴する。さらに、セイヨウネズの木は永遠の生命を意味する寓意であり、イエスと徳の象徴でもある。